# اوهام-پنده
اوهام-پنده (به لاتین: Ouham-Pendé) یک منطقهٔ مسکونی در جمهوری آفریقای مرکزی است که در جمهوری آفریقای مرکزی واقع شده‌است. اوهام-پنده ۳۲٬۱۰۰ کیلومتر مربع مساحت و ۴۳۰٬۵۰۶ نفر جمعیت دارد.